# قائمة مدن العراق حسب السكان
هذه قائمة بكبرى مدن العراق:

## أكبر 20 مدينة أحصاء 2009
| المدن والبلدات الكبرى في العراق الجهاز المركزي للإحصاء - وزارة التخطيط العراقية | المدن والبلدات الكبرى في العراق الجهاز المركزي للإحصاء - وزارة التخطيط العراقية | المدن والبلدات الكبرى في العراق الجهاز المركزي للإحصاء - وزارة التخطيط العراقية | المدن والبلدات الكبرى في العراق الجهاز المركزي للإحصاء - وزارة التخطيط العراقية | المدن والبلدات الكبرى في العراق الجهاز المركزي للإحصاء - وزارة التخطيط العراقية | المدن والبلدات الكبرى في العراق الجهاز المركزي للإحصاء - وزارة التخطيط العراقية | المدن والبلدات الكبرى في العراق الجهاز المركزي للإحصاء - وزارة التخطيط العراقية | المدن والبلدات الكبرى في العراق الجهاز المركزي للإحصاء - وزارة التخطيط العراقية | المدن والبلدات الكبرى في العراق الجهاز المركزي للإحصاء - وزارة التخطيط العراقية | المدن والبلدات الكبرى في العراق الجهاز المركزي للإحصاء - وزارة التخطيط العراقية |
|                                                                                 | الترتيب                                                                         | الاسم                                                                           | محافظات                                                                         | السكان                                                                          | الترتيب                                                                         | الاسم                                                                           | محافظات                                                                         | السكان                                                                          |                                                                                 |
| ------------------------------------------------------------------------------- | ------------------------------------------------------------------------------- | ------------------------------------------------------------------------------- | ------------------------------------------------------------------------------- | ------------------------------------------------------------------------------- | ------------------------------------------------------------------------------- | ------------------------------------------------------------------------------- | ------------------------------------------------------------------------------- | ------------------------------------------------------------------------------- | ------------------------------------------------------------------------------- |
| بغداد الموصل                                                                    | 1                                                                               | بغداد                                                                           | محافظة بغداد                                                                    | 5,321,435                                                                       | 11                                                                              | كربلاء                                                                          | محافظة كربلاء                                                                   | 442,745                                                                         | البصرة كركوك                                                                    |
| بغداد الموصل                                                                    | 2                                                                               | الموصل                                                                          | محافظة نينوى                                                                    | 1,200,509                                                                       | 12                                                                              | الكوت                                                                           | محافظة واسط                                                                     | 369,464                                                                         | البصرة كركوك                                                                    |
| بغداد الموصل                                                                    | 3                                                                               | البصرة                                                                          | محافظة البصرة                                                                   | 1,040,368                                                                       | 13                                                                              | الرمادي                                                                         | محافظة الأنبار                                                                  | 364,841                                                                         | البصرة كركوك                                                                    |
| بغداد الموصل                                                                    | 4                                                                               | كركوك                                                                           | محافظة كركوك                                                                    | 784,444                                                                         | 14                                                                              | الديوانية                                                                       | محافظة القادسية                                                                 | 361,304                                                                         | البصرة كركوك                                                                    |
| بغداد الموصل                                                                    | 5                                                                               | أربيل                                                                           | محافظة أربيل                                                                    | 675,488                                                                         | 15                                                                              | الزبير                                                                          | محافظة البصرة                                                                   | 327,006                                                                         | البصرة كركوك                                                                    |
| بغداد الموصل                                                                    | 6                                                                               | النجف                                                                           | محافظة النجف                                                                    | 640,664                                                                         | 16                                                                              | دهوك                                                                            | محافظة دهوك                                                                     | 280,137                                                                         | البصرة كركوك                                                                    |
| بغداد الموصل                                                                    | 7                                                                               | السليمانية                                                                      | محافظة السليمانية                                                               | 559,685                                                                         | 17                                                                              | الفلوجة                                                                         | محافظة الأنبار                                                                  | 275,128                                                                         | البصرة كركوك                                                                    |
| بغداد الموصل                                                                    | 8                                                                               | الحلة                                                                           | محافظة بابل                                                                     | 481,096                                                                         | 18                                                                              | السماوة                                                                         | محافظة المثنى                                                                   | 247,197                                                                         | البصرة كركوك                                                                    |
| بغداد الموصل                                                                    | 9                                                                               | العمارة                                                                         | محافظة ميسان (العراق)                                                           | 459,216                                                                         | 19                                                                              | بعقوبة                                                                          | محافظة ديالى                                                                    | 234,352                                                                         | البصرة كركوك                                                                    |
| بغداد الموصل                                                                    | 10                                                                              | الناصرية                                                                        | محافظة ذي قار                                                                   | 455,721                                                                         | 20                                                                              | الشطرة                                                                          | محافظة ذي قار                                                                   | 206,483                                                                         | البصرة كركوك                                                                    |

## مدن أخرى سكانها أكثر من 100000 نسمة
| التسلسل | المدينة                     | المحافظة          | السكان  |
| ------- | --------------------------- | ----------------- | ------- |
| 21      | تلعفر                       | محافظة نينوى      | 500,000 |
| 22      | الفلوجة                     | محافظة الأنبار    | 450,000 |
| 23      | الشرقاط                     | محافظة صلاح الدين | 209,000 |
| 24      | أبو الخصيب                  | محافظة البصرة     | 183285  |
| 25      | الزبير                      | محافظة البصرة     | 320,800 |
| 26      | ناحية الوحدة/قضاء المدائن   | محافظة بغداد      | 177440  |
| 27      | سامراء                      | محافظة صلاح الدين | 175575  |
| 28      | زاخو                        | محافظة دهوك       | 174197  |
| 29      | تكريت                       | محافظة صلاح الدين | 158503  |
| 30      | بيجي                        | محافظة صلاح الدين | 153082  |
| 31      | التاجي                      | محافظة بغداد      | 143979  |
| 32      | غماس                        | محافظة القادسية   | 140000  |
| 33      | ناحية النصر والسلام         | محافظة بغداد      | 139942  |
| 34      | قضاء القاسم                 | محافظة بابل       | 138918  |
| 35      | جسر ديالى/قضاء المدائن      | محافظة بغداد      | 138631  |
| 36      | الإسكندرية                  | محافظة بابل       | 138244  |
| 37      | المقدادية                   | محافظة ديالى      | 137392  |
| 38      | ناحية الشمال/قضاء سنجار     | محافظة نينوى      | 137383  |
| 39      | الرفاعي                     | محافظة ذي قار     | 136086  |
| 40      | الهارثة                     | محافظة البصرة     | 135500  |
| 41      | المحمودية                   | محافظة بغداد      | 133725  |
| 42      | أبو غريب                    | محافظة بغداد      | 129229  |
| 43      | الحسينية                    | محافظة كربلاء     | 128521  |
| 44      | الصويرة                     | محافظة واسط       | 125036  |
| 45      | الكفل                       | محافظة بابل       | 124096  |
| 46      | الخالص                      | محافظة ديالى      | 122171  |
| 47      | بعشيقة                      | محافظة نينوى      | 121431  |
| 48      | المدحتية                    | محافظة بابل       | 118858  |
| 49      | الحبانية                    | محافظة الأنبار    | 118131  |
| 50      | القرنة                      | محافظة البصرة     | 116717  |
| 51      | الكرمة                      | محافظة الأنبار    | 116197  |
| 52      | قضاء شط العرب               | محافظة البصرة     | 115663  |
| 53      | اليوسفية                    | محافظة بغداد      | 115592  |
| 54      | خان بني سعد                 | محافظة ديالى      | 112631  |
| 55      | القيارة                     | محافظة نينوى      | 112363  |
| 56      | ناحية المشروع/قضاء المحاويل | محافظة بابل       | 112017  |
| 57      | قضاء الحمزة                 | محافظة القادسية   | 111251  |
| 58      | زمار                        | محافظة نينوى      | 110807  |
| 59      | سوق الشيوخ                  | محافظة ذي قار     | 107373  |
| 60      | الحويجة                     | محافظة كركوك      | 104354  |
| 61      | المحاويل                    | محافظة بابل       | 103003  |
| 62      | سدة الهندية                 | محافظة بابل       | 102313  |
| 63      | الرميثة                     | محافظة المثنى     | 101229  |
| 64      | طوز خورماتو                 | محافظة صلاح الدين | 100964  |
| 65      | ناحية الجدول الغربي         | محافظة كربلاء     | 109229  |
| 66      | هيت                         | محافظة الأنبار    | 120229  |
| 67      | حصيبة الشرقية               | محافظة الأنبار    | 116229  |
| 68      | المحمدي                     | محافظة الأنبار    | 113229  |
| 69      | الزاوية                     | محافظة الانبار    | 119229  |
| 70      | راوة                        | محافظة الأنبار    | 117229  |
| 71      | الهبارية                    | محافظة الانبار    | 100698  |
| 72      | الكسرة                      | محافظة الانبار    | 110229  |
| 73      | النعيمية                    | محافظة الانبار    | 110229  |
| 74      | النخيب                      | محافظة الانبار    | 110229  |
| 75      | كبيسة                       | محافظة الانبار    | 110229  |
| 76      | الرطبة                      | محافظة الانبار    | 110229  |
| 77      | الساجرية                    | محافظة الانبار    | 110229  |
| 78      | بلدروز                      | محافظة ديالى      | 150229  |
| 79      | حديثة                       | محافظة الانبار    | 115269  |
| 80      | الشعلة                      | محافظة بغداد      | 237357  |
| 81      | الشعب                       | محافظة بغداد      | 130229  |
| 82      | مدينة الامل                 | محافظة البصرة     | 170229  |
| 83      | بسماية                      | محافظة بغداد      | 106,390 |
| 84      | قضاء السلمان                | محافظة المثنى     | 20,100  |
| 85      | قضاء المناذرة               | محافظة النجف      | 32,678  |
| 86      | المشخاب                     | محافظة النجف      | 30,67   |
| 87      | ناحية الحيدرية              | محافظة النجف      | 90,56   |
| 88      | قضاء الخضر                  | محافظة المثنى     | 80,678  |
| 89      | قضاء الوركاء                | محافظة المثنى     | 70,457  |
| 90      | داقوق                       | محافظة كركوك      | 90,456  |
| 91      | قضاء الدبس                  | محافظة كركوك      | 60,456  |
| 92      | قره داغ                     | محافظة السليمانية | 75,900  |
| 93      | قضاء شارباريز               | محافظة السليمانية | 13,468  |
| 94      | ناحية سومر                  | محافظة القادسية   | 23,180  |
| 95      | قضاء الحي                   | محافظة واسط       | 40,567  |
| 96      | قضاء ماوت                   | محافظة السليمانية | 20,234  |
| 97      | قضاء رانية                  | محافظة السليمانية | 67,980  |
| 98      | قضاء بشدر                   | محافظة السليمانية | 79,234  |
| 99      | قضاء دوكان                  | محافظة السليمانية | 76,109  |
| 100     | قضاء دربندخان               | محافظة السليمانية | 45,236  |
| 101     | قضاء كلار                   | محافظة السليمانية | 70,607  |
| 102     | آل بدير                     | محافظة القادسية   | 50,785  |
| 103     | قضاء جمجمال                 | محافظة السليمانية | 34,067  |
| 104     | الدغارة                     | محافظة القادسية   | 89.567  |
| 105     | قضاء ميركسور                | محافظة أربيل      | 100,290 |
| 106     | قضاء كويسنجق                | محافظة أربيل      | 101,367 |
| 107     | قضاء خبات                   | محافظة أربيل      | 130229  |
| 108     | قضاء جومان                  | محافظة أربيل      | 100,578 |
| 109     | شقلاوة                      | محافظة أربيل      | 120,589 |
| 110     | سوران                       | محافظة أربيل      | 109,367 |
| 111     | سميل                        | محافظة دهوك       | 80,367  |
| 112     | بردرش                       | محافظة دهوك       | 76,900  |
| 113     | سيد دخيل                    | محافظة ذي قار     | 100,000 |
| 114     | قضاء كوثى                   | محافظة بابل       | 150,000 |